# Ústřední vojenský hřbitov RA (Michalovce)
Ústřední vojenský hřbitov vojáků Rudé armády z druhé světové války v Michalovcích v Košickém kraji, je hřbitov na kterém jsou pohřbeni sovětští vojáci, kteří padli na území Slovenska, při osvobozování Československa od nacistických okupantů během Velké vlastenecké války a jejich počet je asi 17 000. Odhalený byl již 23. února 1945.

## Poloha
Areál leží v městské části Hrádok, mezi ulicí Topoľanskou a Jurije Gagarina. Jihovýchodně od gotické kaple na Hrádku. Je turistickým cílem mnoha návštěvníků města Michalovce

## Památník a vojenský hřbitov
Památník v podobě pylonů dominuje celému hřbitovu. Na jeho vrcholu je velká betonová pěticípá hvězda. Pod ní je kovový československý válečný kříž. Pod ním nápis v ruštině a slovenském jazyce. Památník postavili v roce 1946. Na vojenském hřbitově Rudé armády na Hrádku v Michalovcích je pohřbeno přes 17 tisíc vojáků. Pohřbeni jsou v jednotlivých 188 hrobech, ve skupinových hrobech a ve 12 hrobových polích.
Výstavba hřbitova Rudé armády byla ukončena na jaře v roce 1946, po exhumaci vojenských hrobů Rudé armády. Na hřbitově jsou pohřbeni rudoarmějci padlí během Karpatsko-užhorodské útočné a Ondavské útočné operace. Přesný počet pohřbených není znám, ale podle informací z Centrálního archivu Ministerstva obrany Ruské federace na hřbitově identifikovali 17 748 rudoarmějců.

## Osvobození města
Město Michalovce osvobodila Rudá armáda 26. listopadu 1944. Konkrétně jednotky 320. gardového pluku Rudé armády (RA).

## Národní kulturní památky
Ústřední Vojenský hřbitov a památník v Michalovcích jsou na Slovensku vedeny v seznamu národních kulturních památek. Hroby s náhrobky RA číslo: 807-1363 / 2. Pomník Rudé armády číslo 807-1363 / 1.

## Galerie

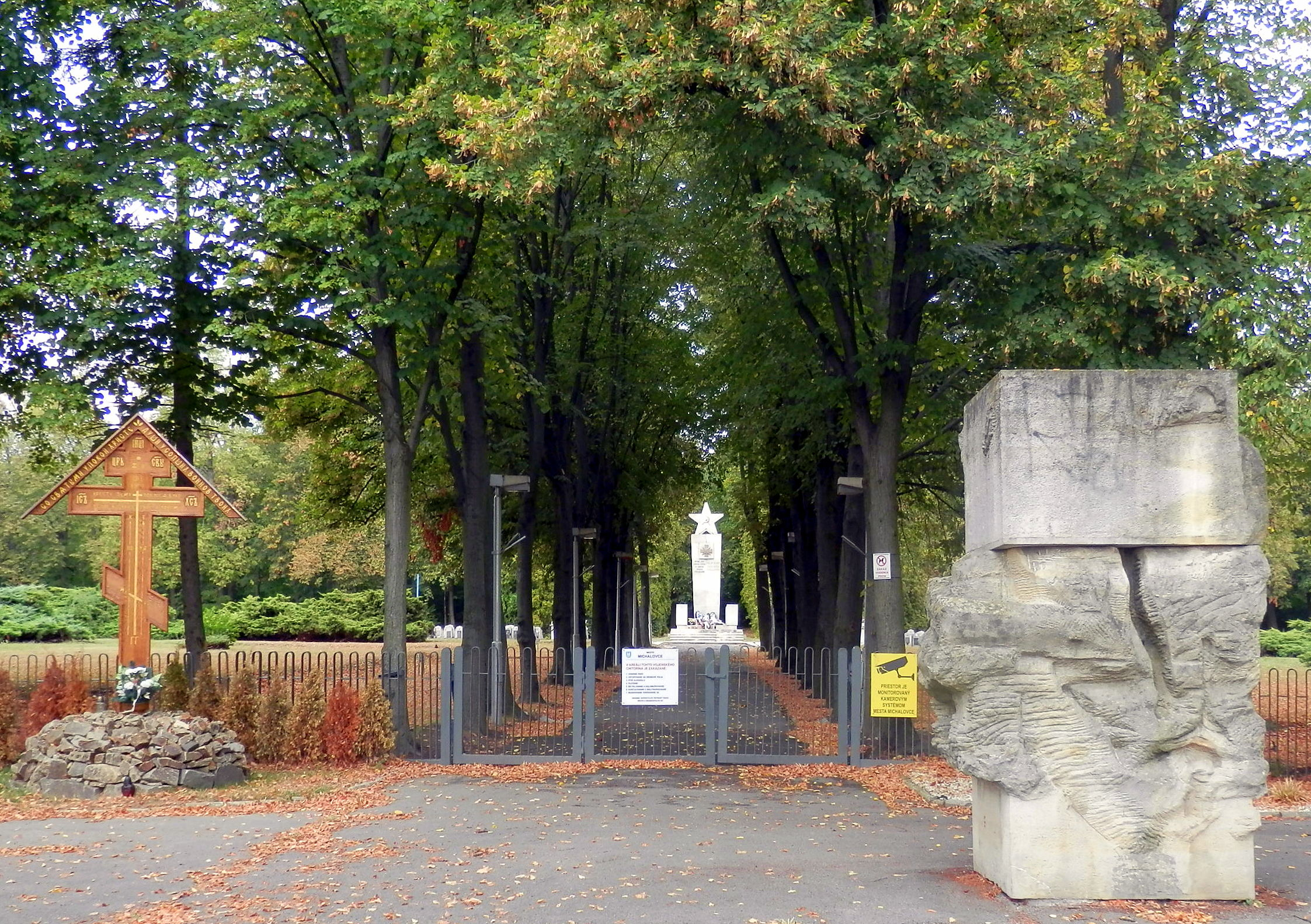
Vchod na hřbitov
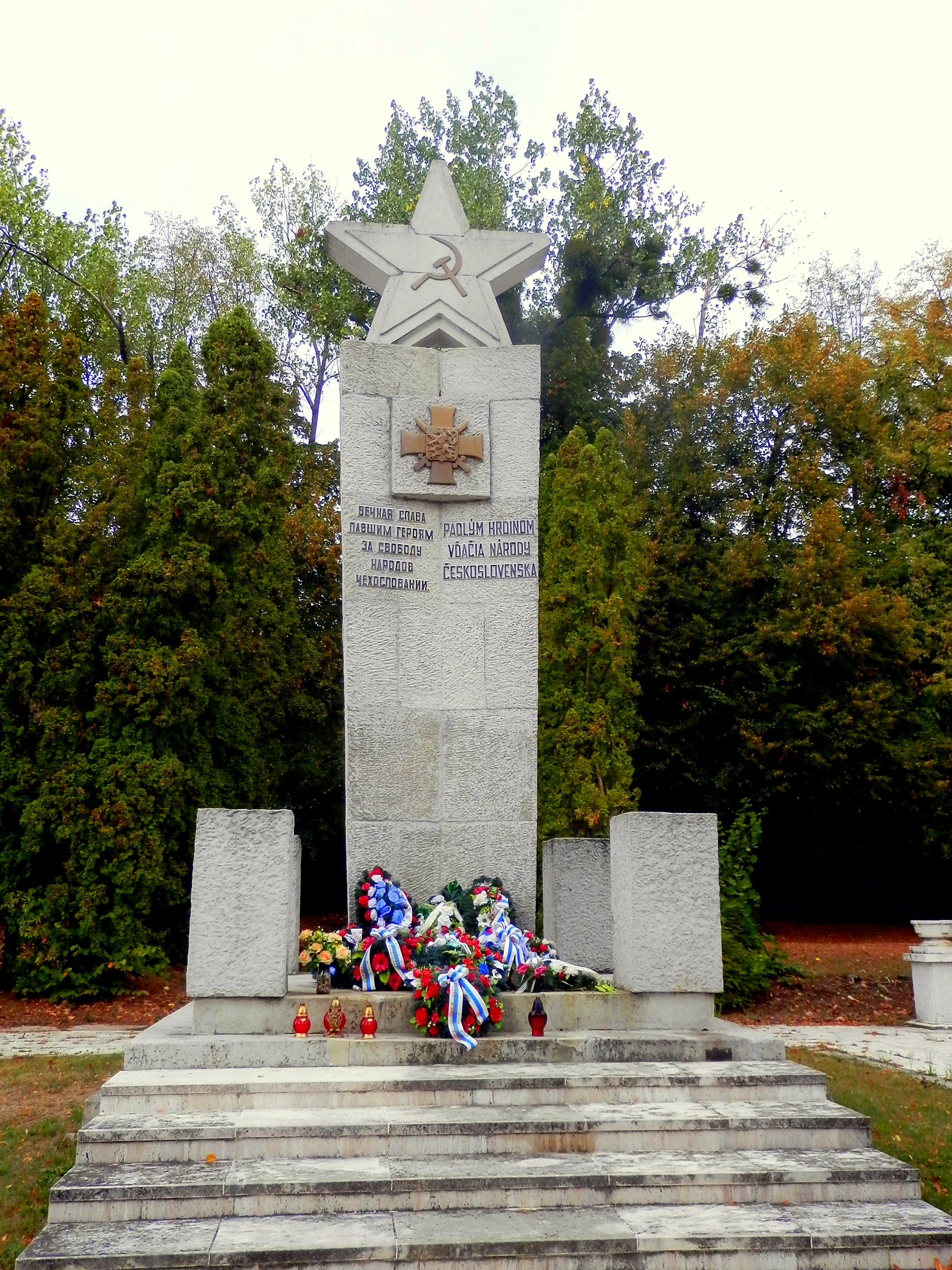
Ústřední pomník
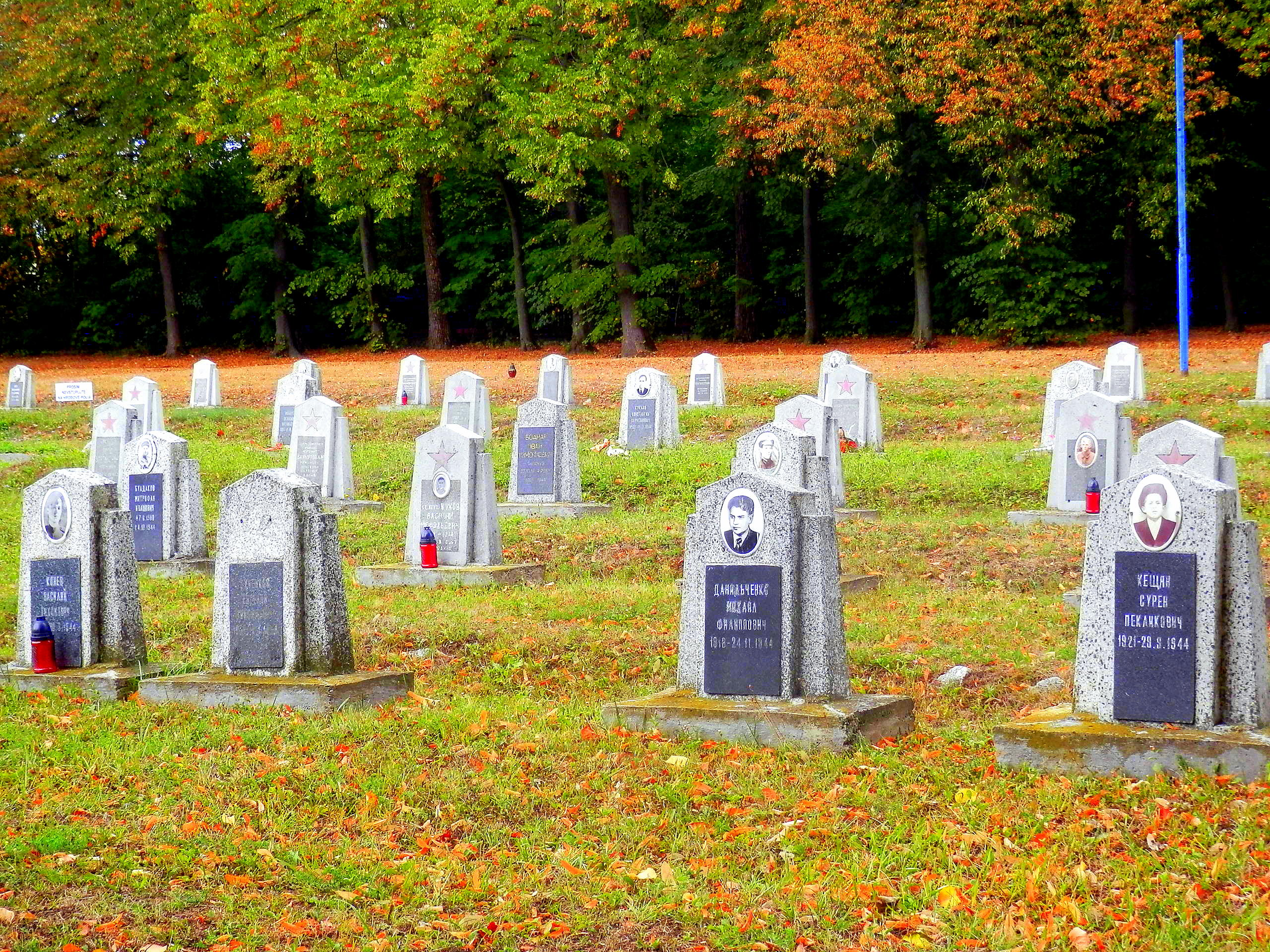
Jednotlivé hroby
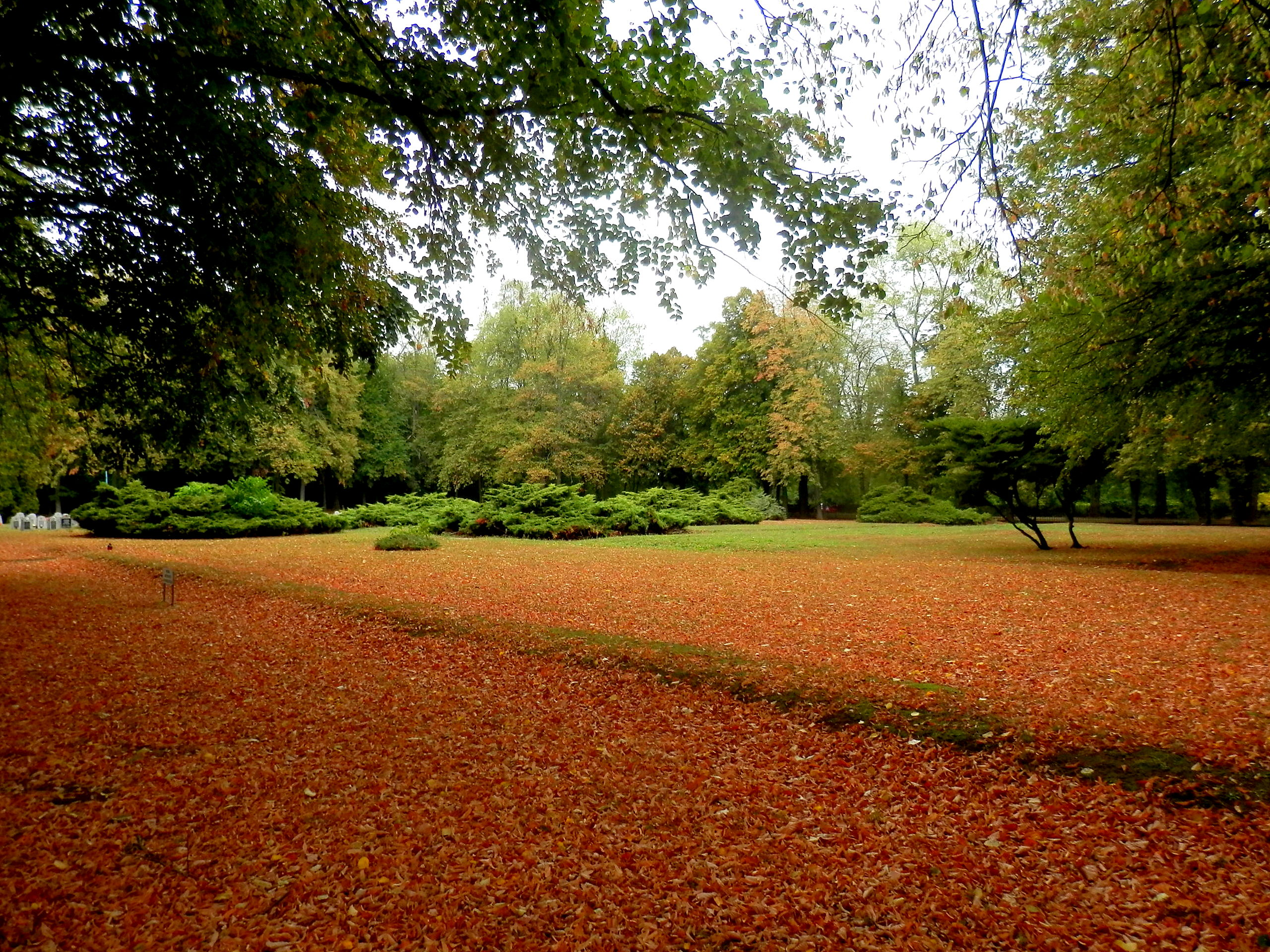
Hrobová pole
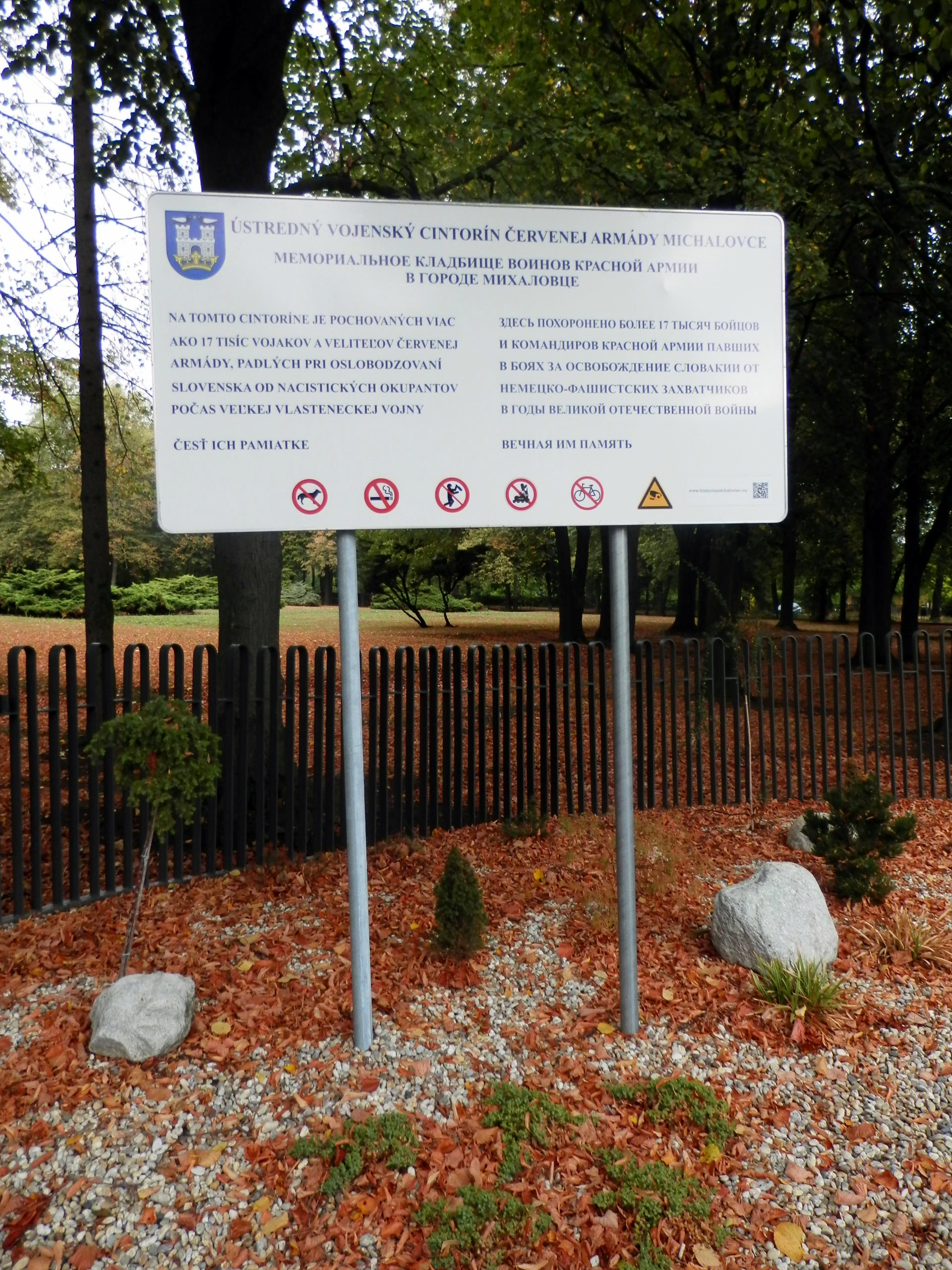
Informační tabule